# KTH Krynica
KTH Krynica (Krynickie Towarzystwo Hokejowe) – polski klub hokejowy założony w 1928 roku w Krynicy-Zdroju.

## Historia

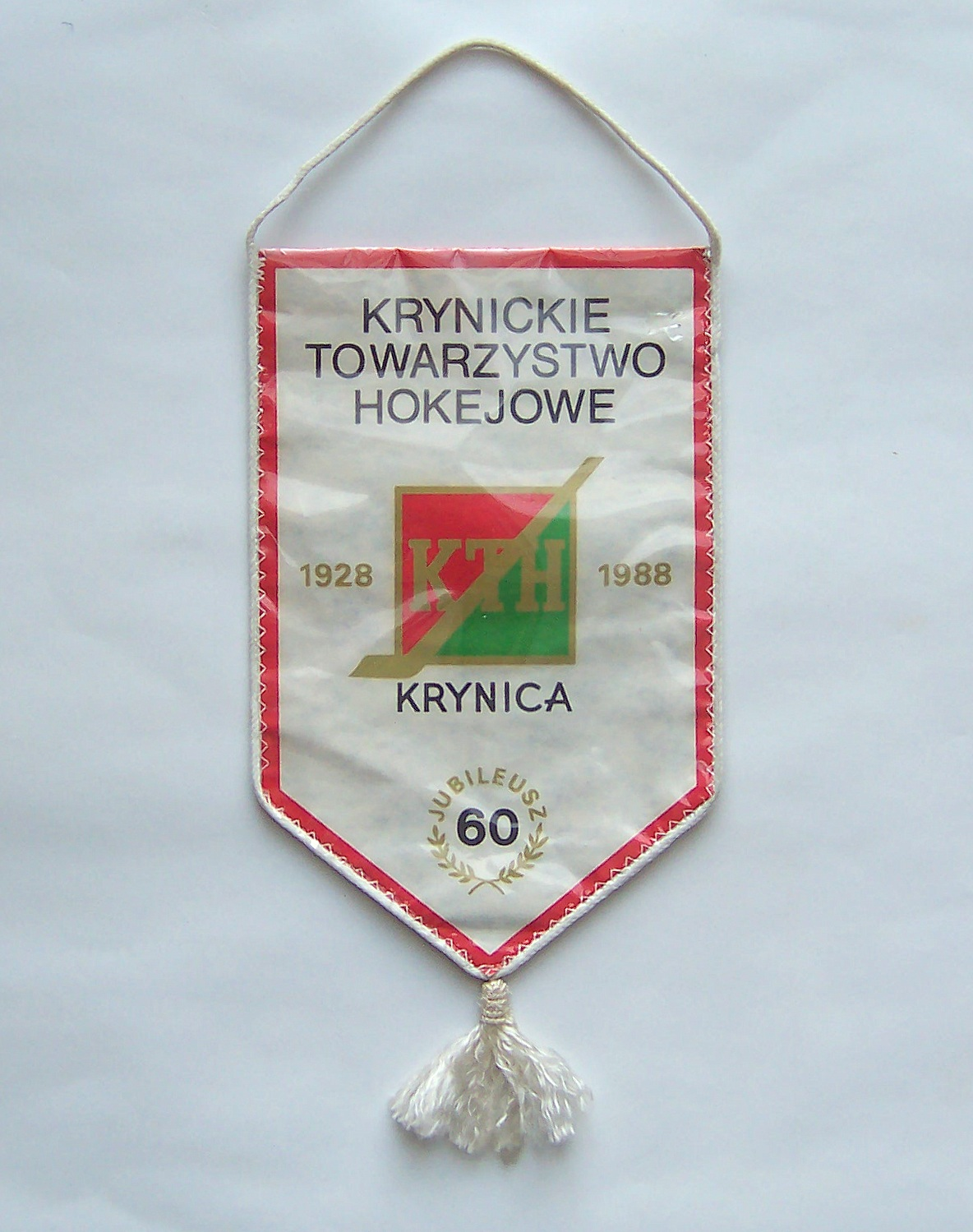
Proporczyk KTH wydany na 60-lecie klubu w 1988 roku

Klub został założony 23 listopada 1928 w willi „Nałęczówka” w Krynicy-Zdroju przez miejscowych miłośników hokeja na lodzie. Przed drugą wojną światową w Krynicy istniały trzy sekcje hokejowe. Oprócz KTH Krynica sekcje hokeja na lodzie były w klubach Jaworzyna Krynica i Krynickie Koło Sportowe. Na lodowisku KTH, w 1931 odbył się jednoczesny turniej mistrzostw świata 1931 i mistrzostw Europy (współorganizatorem był m.in. lekarz uzdrowiskowy i działacz klubu, dr Mieczysław Dukiet). Reprezentacja Polski zdobyła tytuł wicemistrzów Europy, a w światowym czempionacie uplasowała się na czwartym miejscu.
W 1950 roku zdobył Mistrzostwo Polski w hokeju na lodzie. W latach 1950–1955 używano nazwy Związkowiec Krynica (pod tą nazwą wywalczono tytuł Mistrzów Polski) i Unia Krynica. W latach osiemdziesiątych (od 1982 roku), po rozwiązaniu sekcji hokejowej CWKS Legia Warszawa i przeniesieniu kilku zawodników do Krynicy, klub nosił nazwę CWKS Legia KTH Krynica. Pod nazwą KTH działy także sekcje saneczkarstwa, narciarstwa, tenisa ziemnego, lekkoatletyczna, piłkarska (sekcja pod nazwą Zuber) i szachowa. Przedstawicielami klubu byli liczni olimpijczycy i reprezentanci Polski w hokeju i saneczkarstwie. Prezesem klubu był m.in. Julian Zawadowski.
W mieście był organizowany turniej o „Kryształowy Dzban Krynicy”, który lutym 1977 wygrało KTH pokonując Cracovię.
Na fali wielkiego zainteresowania hokejem, powstały w Krynicy trzy amatorskie drużyny hokejowe. Najwyżej notowana jest drużyna Krynickie Diabły - Mistrz Polski Amatorów z 2004 roku i zdobywca Pucharu Polski Amatorów z 2009 roku.
Klub nie otrzymał licencji na grę w Polskiej Lidze Hokejowej w sezonie 2011/12, wobec czego został zgłoszony do I ligi. Przed rozpoczęciem sezonu 2012/2013 I ligi klub został wycofany z rozgrywek. W tym czasie zaistniał zespół KKH Kaszowski Krynica z byłymi zawodnikami KTH w składzie, który występował w sezonie 2012/2013 II ligi. Pod koniec kwietnia 2013 roku postanowiono o przekształceniu tego zespołu w klub pod nazwą 1928 KTH i zgłoszeniu go do sezonu I ligi w sezonie 2013/2014.
Drużyna 1928 KTH przystąpiła do sezonu II ligi 2016/2017.

## Sukcesy
- Złoty medal mistrzostw Polski: 1950
- Srebrny medal mistrzostw Polski: 1949, 1951, 1953, 1999
- Brązowy medal mistrzostw Polski: 1937, 1952, 1957, 2000

## Zawodnicy
Wybitnymi zawodnikami klubu z Krynicy w historii byli hokeiści: Stefan Csorich, Mieczysław Kasprzycki, Eugeniusz Lewacki, Józef Kurek, Szymon Janiczko, Andrzej Nowikow (także trener), Władysław Pabisz, Edward Kocząb, Zdzisław Nowak, Andrzej Zabawa, Józef Chrząstek oraz saneczkarze: Ryszard Janowicz i Maria Semczyszak. Białoruski hokeista Andrej Pryma grając w barwach KTH był jedynym przedstawicielem tego klubu, który wywalczył tytuł króla strzelców polskiej ekstraklasy z liczbą 36 zdobytych bramek (sezon 2000/01).
Wychowankowie KTH grają obecnie w innych klubach: Grzegorz Pasiut, Sebastian Witowski, Daniel Galant, Radosław Galant, Sławomir Krzak, Michał Krokosz, Jakub Witecki, Artur Gwiżdż.